# Persone naturali e strafottenti

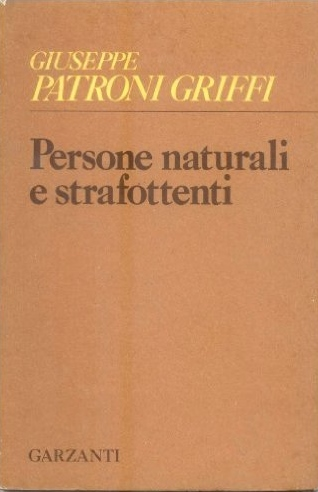
Copertina del libro

Persone naturali e strafottenti è una commedia teatrale in due tempi scritta da Giuseppe Patroni Griffi nel 1973. «Si tratta di un copione altamente provocatorio, incentrato sulla rappresentazione del mondo collaterale (rispetto a quello maggiormente noto che definiremo da cartolina) di Napoli, entro cui si muovono personaggi provenienti da varie categorie sociali (dal proletariato alla borghesia, dalla prostituta all'artista)... Tutti sono accomunati da destini incrociati dove le classificazioni sociali vengono denudate di qualunque significato borghese...».
La commedia è incentrata sul ruolo di Mariacallas, un travestito (personaggio che a Napoli viene definito femminiello) che Patroni Griffi aveva usato già nel romanzo Scende giù per Toledo (pubblicazione successiva alla commedia, ma scritto molti anni prima).
Il testo è stato pubblicato da Garzanti  e da Mondadori.

## Trama
Nemmeno i festeggiamenti della notte di San Silvestro impediscono che il travestito Mariacallas incontri nuovi clienti nella stanza di Violante, una vecchia affittacamere; tra bottiglie di birra, irrefrenabili proteste di Violante e i fuochi artificiali che a Napoli salutano l'anno nuovo, il femminiello si prepara a soddisfare le esigenze (logorroiche oltre che sessuali) di Fred e Byron, un bianco e, come recita la didascalia, «un nero non bello».

## Rappresentazioni
Prima assoluta

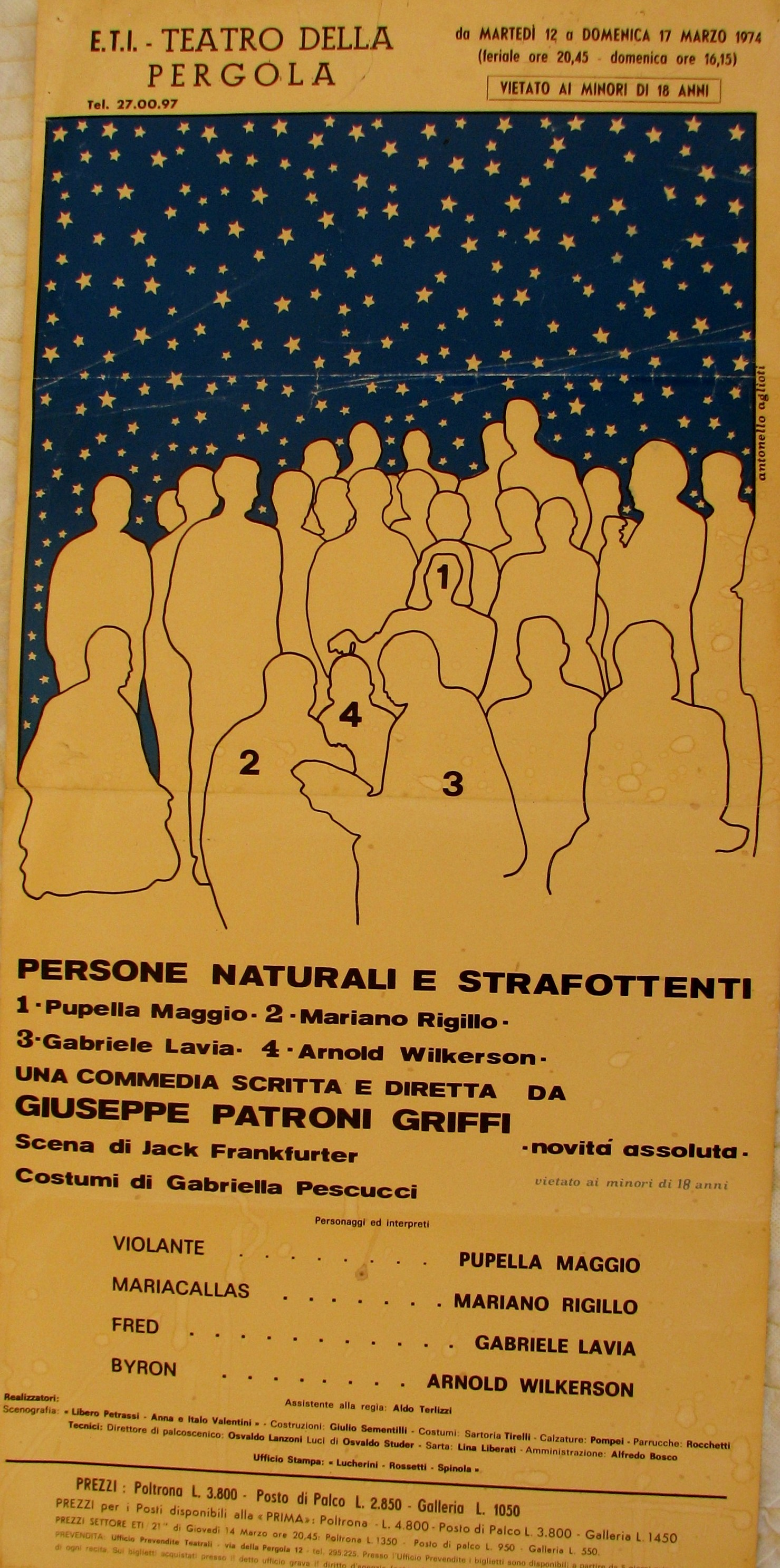
Locandina prima rappresentazione

Roma, Teatro delle Arti, 11 gennaio 1974

Regia: Giuseppe Patroni Griffi

Scene: Jack Frankfurter

Costumi: Gabriella Pescucci

Interpreti: Pupella Maggio (Violante), Mariano Rigillo (Mariacallas), Gabriele Lavia (Fred), Arnold Wilkerson (Byron)
Replica

Roma, Piccolo Eliseo, 11 gennaio 2002

Regia: Giuseppe Patroni Griffi

Scene e costumi: Aldo Terlizzi

Interpreti: Angela Pagano (Violante), Lino Capolicchio (Mariacallas), Lorenzo Lavia (Fred), David Sef (Byron)
Replica

Napoli, Teatro Bellini, marzo 2010

Regia: Luciano Melchionna

Scene: Alessandro Marrazzo

Costumi: Michela Marini

Interpreti: Maria Luisa Santella (Violante), Vladimir Luxuria (Mariacallas), Daniele Russo (Fred), Timothy Martin (Byron)
Replica

Roma, Teatro Vittoria, 11 Maggio 2016

Regia: Giancarlo Nicoletti

Scene e costumi: Sebastian Gimelli e Giancarlo Nicoletti

Interpreti: Cristina Todaro (Violante), Sebastian Gimelli Morosini (Mariacallas), Michele Balducci (Fred), Fabio Minicillo (Byron)
Replica

Roma, Teatro Vittoria, 14 Gennaio 2020

Regia: Giancarlo Nicoletti

Scene e costumi: Sebastian Gimelli e Giancarlo Nicoletti

Interpreti: Marisa Laurito (Violante), Giancarlo Nicoletti (Mariacallas), Guglielmo Poggi (Fred), Livio Beshir (Byron)